# Иван Руж
Хрисим Кръстев Коеджиков, с псевдоним Иван Руж, е български литературен критик.

## Биография
Роден е на 2 ноември 1909 г. в Попово. Завършва гимназия в родния си град (1927), Висшата кооперативна школа (1929) и право в Софийския университет (1932). Следва политически и стопански науки в Свободния университет (1930-1934), днес УНСС в София.
Член учредител на Съюза на трудовоборческите писатели (1931). Инспектор в Съюза на популярните банки (1937-1945). Доцент по кооперативно дело във Факултета по стопански и социални науки на Софийския университет (1948-1951). Член на редакционната колегия и завеждащ отдел „Литература и изкуство“ във вестник „Работническо дело“ (1950-1952). Доцент по история на българската литература в Държавното висше театрално училище (1952-1953). Зам.-главен редактор на списание „Септември“ (1952-1957) и в списание „Пламък“ (1958-1961). Началник на сценарния отдел (1961) и главен редактор на Сценарната комисия (1962-1965) към Българска кинематография. Главен редактор на вестник „Народна култура“ (1969-1972). Първи зам.-председател на Съюза на българските писатели (1969-1972).